# Blandin
Blandin là một xã thuộc tỉnh Isère, vùng Rhône-Alpes đông nam nước Pháp. Xã này nằm ở khu vực có độ cao trung bình 410 mét trên mực nước biển.
Sông Bourbre tạo thành ranh giới phía đông thị trấn.